# غاري فلمنغ (لاعب كرة قدم)
غاري فلمنج (بالإنجليزية: Gary Fleming)‏ (17 فبراير 1967 في أيرلندا الشمالية - ) هو لاعب كرة قدم بريطاني في مركز الدفاع. شارك مع منتخب أيرلندا الشمالية لكرة القدم. أما مع النوادي، فقد لعب مع مانشستر سيتي ونادي بارنسلي ونوتس كاونتي ونوتينغهام فورست.

## مسيرته الكروية
لعب غاري فلمنج خلال مسيرته الاحترافية مع 4 أندية في أربعة عشر موسمًا ولم يسجل خلالها أي هدف ضمن 330 مباراة. ولم يفز بأي موسم بالكأس أو بالدوري.
خاض غاري فلمنج مسيرته مع نادي نوتينغهام فورست في موسم 1984–85 ليلعب معه خمسة مواسم، مشاركًا في 74 مباراة ولم يسجل أي هدف. ثم انتقل إلى نادي بارنسلي في موسم 1989–90 ليلعب معه سبعة مواسم، حيث شارك في 239 مباراة ولم يسجل أي هدف أيضًا.

## وصلات خارجية
- غاري فلمنج على موقع قاعدة بيانات كرة القدم.إي يو (الإنجليزية)
- غاري فلمنج على موقع ناشيونال فوتبول تيمز (الإنجليزية)
- غاري فلمنج على موقع Soccerbase.com (لاعب) (الإنجليزية)